# کیدوشین (تلمود)
کیدوشین (انگلیسی: Kiddushin) مسخه یا رساله ای از میشنا و تلمود و بخشی از راسته نشیم است. محتوای رساله در درجه اول به مقررات قانونی مربوط به نامزدی و ازدواج هلاخا یا ازدواج در یهودیت می‌پردازد.
در شریعت هلاخا، نامزدی (کیدوشین) قراردادی است بین زن و مرد که در آن متقابلاً با یکدیگر قول ازدواج می‌دهند و شرایطی که بر اساس آن انجام می‌شود. قول ممکن است توسط طرفین قصد یا والدین مربوط یا سایر بستگان آنها از طرف آنها داده شود.